# ولاد گویان
ولاد گویان (انگلیسی: Vlad Goian؛ زادهٔ ۱۴ نوامبر ۱۹۷۰) بازیکن فوتبال اهل مولداوی است.
از باشگاه‌هایی که در آن بازی کرده‌است می‌توان به باشگاه فوتبال زیمبرو کیشیناو اشاره کرد.